# Melanocephala triseptata
Melanocephala triseptata är en svampart som först beskrevs av Shearer, J.L. Crane & M.A. Mill., och fick sitt nu gällande namn av S. Hughes 1979. Melanocephala triseptata ingår i släktet Melanocephala, divisionen sporsäcksvampar och riket svampar.   Inga underarter finns listade i Catalogue of Life.